# Witt Bluff
Das Witt Bluff ist ein Kliff im Osten der westantarktischen Alexander-I.-Insel. Es ragt als östliches Ende eines Felssporns der Planet Heights an der Südwestflanke des Eros-Gletschers auf.
Das britische Directorate of Overseas Surveys kartierte ihn gemeinsam mit dem United States Geological Survey mittels Satellitenaufnahmen der NASA. Das UK Antarctic Place-Names Committee benannte ihn 1974 in Anlehnung an die Benennung des Eros-Gletschers nach dem deutschen Astronomen Gustav Witt (1866–1946), der 1898 den Asteroiden (433) Eros entdeckt hatte.